# Mount Pulaski (Illinois)
Mount Pulaski es una ciudad ubicada en el condado de Logan en el estado estadounidense de Illinois. En el Censo de 2010 tenía una población de 1566 habitantes y una densidad poblacional de 534,13 personas por km².

## Geografía
Mount Pulaski se encuentra ubicada en las coordenadas 40°0′36″N 89°17′2″O / 40.01000, -89.28389. Según la Oficina del Censo de los Estados Unidos, Mount Pulaski tiene una superficie total de 2.93 km², de la cual 2.93 km² corresponden a tierra firme y (0%) 0 km² es agua.

## Demografía
Según el censo de 2010, había 1566 personas residiendo en Mount Pulaski. La densidad de población era de 534,13 hab./km². De los 1566 habitantes, Mount Pulaski estaba compuesto por el 98.15% blancos, el 0.38% eran afroamericanos, el 0.13% eran amerindios, el 0.26% eran asiáticos, el 0% eran isleños del Pacífico, el 0.7% eran de otras razas y el 0.38% pertenecían a dos o más razas. Del total de la población el 1.09% eran hispanos o latinos de cualquier raza.